# Shimadzu All Japan Indoor Tennis Championships 1999
Lo Shimadzu All Japan Indoor Tennis Championships 1999 è stato un torneo di tennis facente parte della categoria ATP Challenger Series nell'ambito dell'ATP Challenger Series 1999. Il torneo si è giocato a Kyoto in Giappone dall'8 al 14 marzo 1999 su campi in cemento indoor.

## Vincitori

### Singolare
Julian Knowle ha battuto in finale  Gouichi Motomura con il punteggio di 6–1, 6–2

### Doppio
Julian Knowle /  Lorenzo Manta hanno battuto in finale  Giorgio Galimberti /  Hyung-Taik Lee con il punteggio di 6–1, 6–7, 6–2